# Kamariótissa
Kamariótissa, en grec moderne : Καμαριώτισσα, est un village de l'île de Samothrace, du district régional de l'Évros, en Macédoine-Orientale-et-Thrace, en Grèce.
Selon le recensement de 2021, la localité compte 1 067 habitants.